# Kieli Egyetem
A Kieli Egyetem (németül: Christian-Albrechts-Universität zu Kiel, rövidítve CAU, informális nevén Christiana Albertina) egy egyetem Kiel városában, Németországban. Christian Albert, Holstein-Gottorp hercege alapította 1665-ben Academia Holsatorum Chiloniensis néven, és ma hozzávetőleg 27 000 diákja van. A Kieli Egyetem Schleswig-Holstein tártomány legnagyobb, legrégebbi és legrangosabb egyeteme. 1864/66-ig nemcsak Németország legészakibb egyeteme volt, hanem Dánia 2. legnagyobb egyeteme is. Oktatói, öregdiákjai és kutatói 12 Nobel-díjat nyertek el. 2006 óta tagja a német egyetemi kiválósági kezdeményezésnek. A The Future Ocean, amelyet a GEOMAR Helmholtz Zentrum für Ozeanforschung Kielben együttműködésben hoztak létre 2006-ban, nemzetközileg elismert kiválósági klaszter. A második kiválósági klaszter „Inflammation at Interfaces” a krónikus gyulladásos betegségekkel foglalkozik. A Kieli Világgazdasági Intézet is kapcsolatban áll a Kieli Egyetemmel. Az egyetem nagy hírnevet szerzett a nemzetközi közjogra való összpontosítása miatt. Németország és Európa legrégebbi nemzetközi közjogi intézménye – a Walther-Schücking-Institut für internationales Recht – székhelye Kielben található. 

## Története

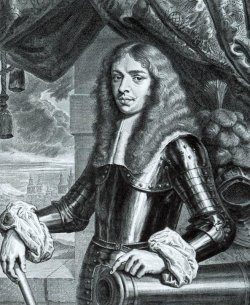
Keresztély Albert holstein-gottorpi herceg

A Kieli Egyetemet Christiana Albertina néven alapította 1665. október 5-én Keresztély Albert, holstein-gottorpi herceg. Kiel város polgárai kezdetben meglehetősen szkeptikusak voltak a közelgő diákáradattal kapcsolatban, és úgy gondolták, hogy ezek „falánkságukkal, erős alkoholfogyasztásukkal és megkérdőjelezhető jellemükkel eléggé károsak lehetnek” (németül: mit Fressen, Sauffen und allerley leichtfertigem Wesen sehr ärgerlich seyn). De azok nyertek a városban, akik egy egyetem gazdasági előnyeit vázolták fel, így Kiel a Német Német-római Birodalom legészakibb egyeteme lett.
1773 után, amikor Kiel Dánia fennhatóság a alá került, az egyetem virágzásnak indult, és amikor a város 1867-ben Poroszország része lett, az egyetem gyorsan felfejlődött. Megnyitotta Németország egyik első botanikus kertjét (ma Alter Botanischer Garten Kiel) és Martin Gropius számos új épületet tervezett ide, amelyek a növekvő számú hallgató oktatásához szükségesek.
A Christiana Albertina volt az egyik első német egyetem, amely 1933-ban engedelmeskedett a Gleichschaltungnak, beleegyezve abba, hogy származásuk miatt sok professzort és diákot eltávolítsanak az iskolából, például Ferdinand Tönniest vagy Felix Jacobyt. A második világháború alatt az egyetem súlyos károkat szenvedett, ezért később más helyen építették újjá, és a régebbi épületek közül csak néhány adott helyet az orvosi egyetemnek.
2019-ben bejelentették, hogy betiltják az egész arcot elfedő burkakendőt a tantermekben, arra hivatkozva, hogy nyílt kommunikációra van szükség, amely magában foglalja a mimikát és a gesztusokat is. 

## Karok
- Hittudományi Kar
- Jogi Kar

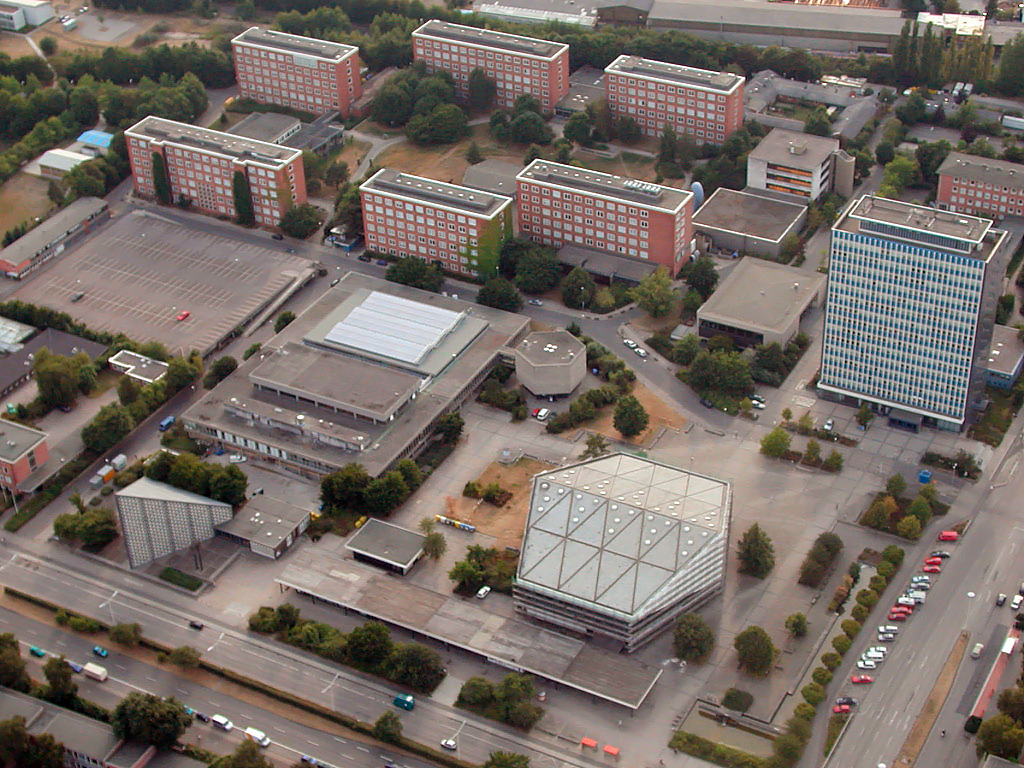
A központi campus légi felvétele

- Üzleti, Közgazdaságtudományi és Társadalomtudományi Kar
- Orvostudományi Kar
- Bölcsészettudományi Kar
- Matematikai és Természettudományi Kar
- Agrártudományi és Táplálkozástudományi Kar
- Műszaki Kar

## Nevezetes emberek

### Öregdiákok
- Franz Boas (1858–1942), antropológus
- Alice Bota (született 1979), újságíró
- Georg von Dadelsen (1918–2007), zenetudós, Neue Bach-Ausgabe
- Gerhard Domagk, bakteriológus, Nobel-díjas
- Andre Franke, genetikus
- Johanna Hellman (1889-1982), sebész
- Mareile Höppner, televíziós műsorvezető[4]
- Prof. Dr. Doris König , a Németországi Szövetségi Alkotmánybíróság, Németország legfelsőbb bíróságának jelenlegi bírája
- Wolfgang Kubicki politikus, az FDP németországi alelnöke, 1992 és 1993 között, 1996 óta az FDP frakcióvezetője a Landtagban, a schleswig-holsteini parlamentben, a Bundestag tagja
- Oswald Pohl (1892–1951), háborús bűnökért kivégzett náci SS-tiszt
- Viktoria Schmidt-Linsenhoff (1944–2013), német művészettörténész és professzor
- Gerhard Stoltenberg(wd) politikus, Schleswig-Holstein volt miniszterelnöke, Németország volt pénzügyminisztere
- Peer Steinbrück(wd) politikus, Észak-Rajna-Vesztfália volt miniszterelnöke, Németország volt pénzügyminisztere
- Erich Walter Sternberg, zeneszerző
- Dr. Sibylle Kessal-Wulf, a Németországi Szövetségi Alkotmánybíróság, Németország legfelsőbb bíróságának jelenlegi bírája

### Akadémikusok
- Walter Anderson
- Robert Alexy
- Jochen Bleicken
- Hartmut Boockmann
- Friedrich Blume
- Hans Gerhard Creutzfeldt
- Paul Deussen
- Wilhelm Dilthey
- Johann Gustav Droysen
- Jakob Christoph Rudolf Eckermann
- Karl-Dietrich Erdmann
- Friedrich von Esmarch
- Johan Christian Fabricius
- Paul Johann Anselm Ritter von Feuerbach
- August Hermann Francke
- Hans Geiger
- Herbert Giersch
- Wilhelm Griesinger
- Bernhard Harms
- Victor Hensen
- Heinrich Hertz
- Alfred Heuß
- Felix Jacoby
- Otto Jahn
- Rudolf von Jhering
- Hermann Kantorowicz
- Mojib Latif
- August Leskien
- Daniel Georg Morhof
- Karl August Möbius
- Theodor Mommsen
- Daniel Pauly
- Max Planck
- Gustav Radbruch
- Erwin Rohde
- Friedrich Schleiermacher
- Moritz Schlick
- Erich Schneider
- Albert Hänel
- Walther Schücking
- Fritz Stein
- Ferdinand Tönnies
- Heinrich von Treitschke
- Georg Waitz
- Friedrich Wegener
- Werner Ottó

#### Nobel-díjasok
Számos Nobel-díjas neve kapcsolódik a Kieli Egyetemhez, köztük:
- 1902 Theodor Mommsen (irodalom)
- 1905 Philipp Lenard (fizika)
- 1907 Eduard Buchner (kémia)
- 1918 Max Planck (fizika)
- 1922 Otto Meyerhof (gyógyászat)
- 1939 Gerhard Domagk (gyógyászat)
- 1950 Kurt Alder és Otto Diels (kémia).

## Látnivalók
- Az egyetem botanikus kertje

### Képtár

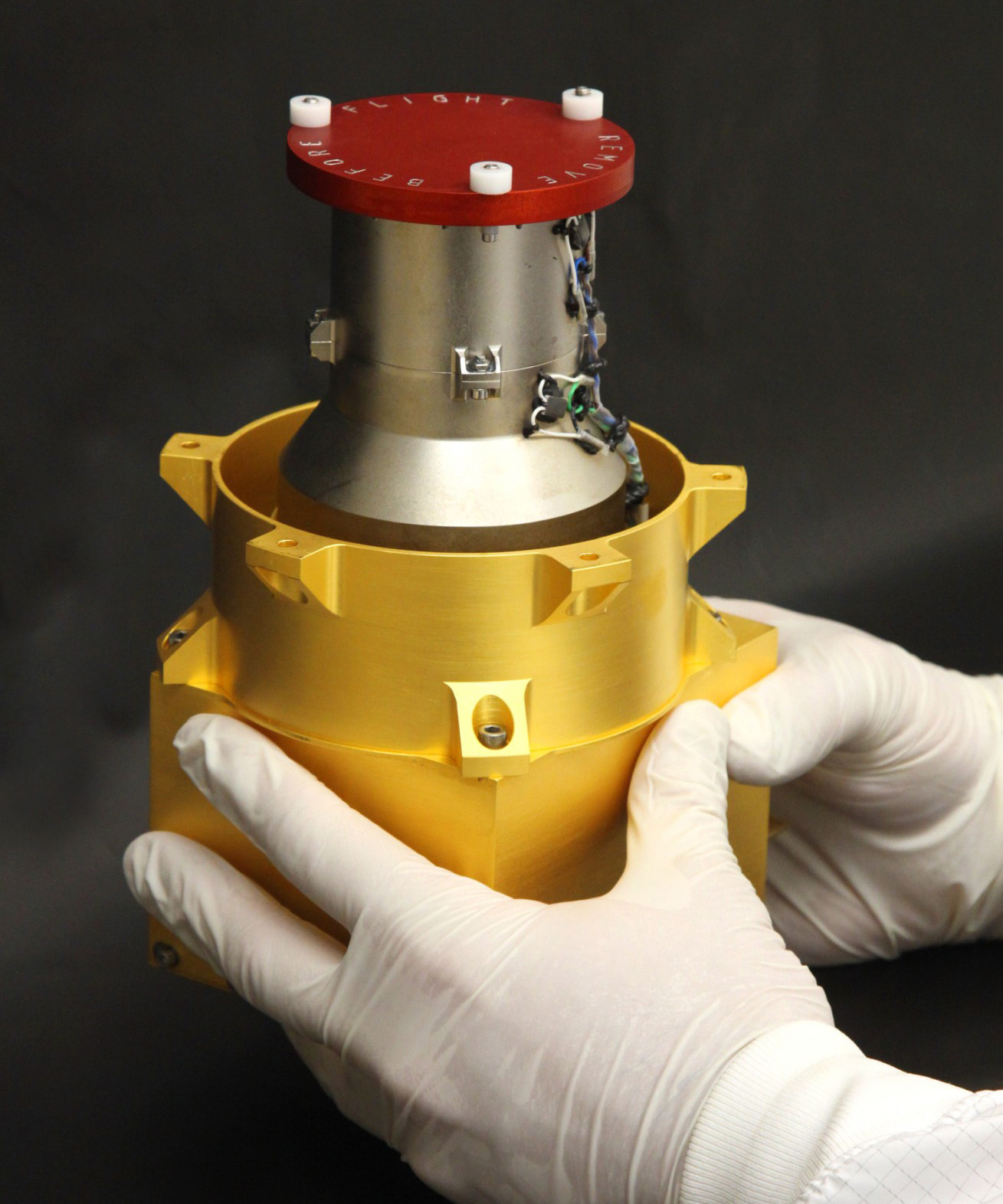
Az egyetem segítségével kifejlesztett ionizáló sugárzást érzékelő Mars-szonda
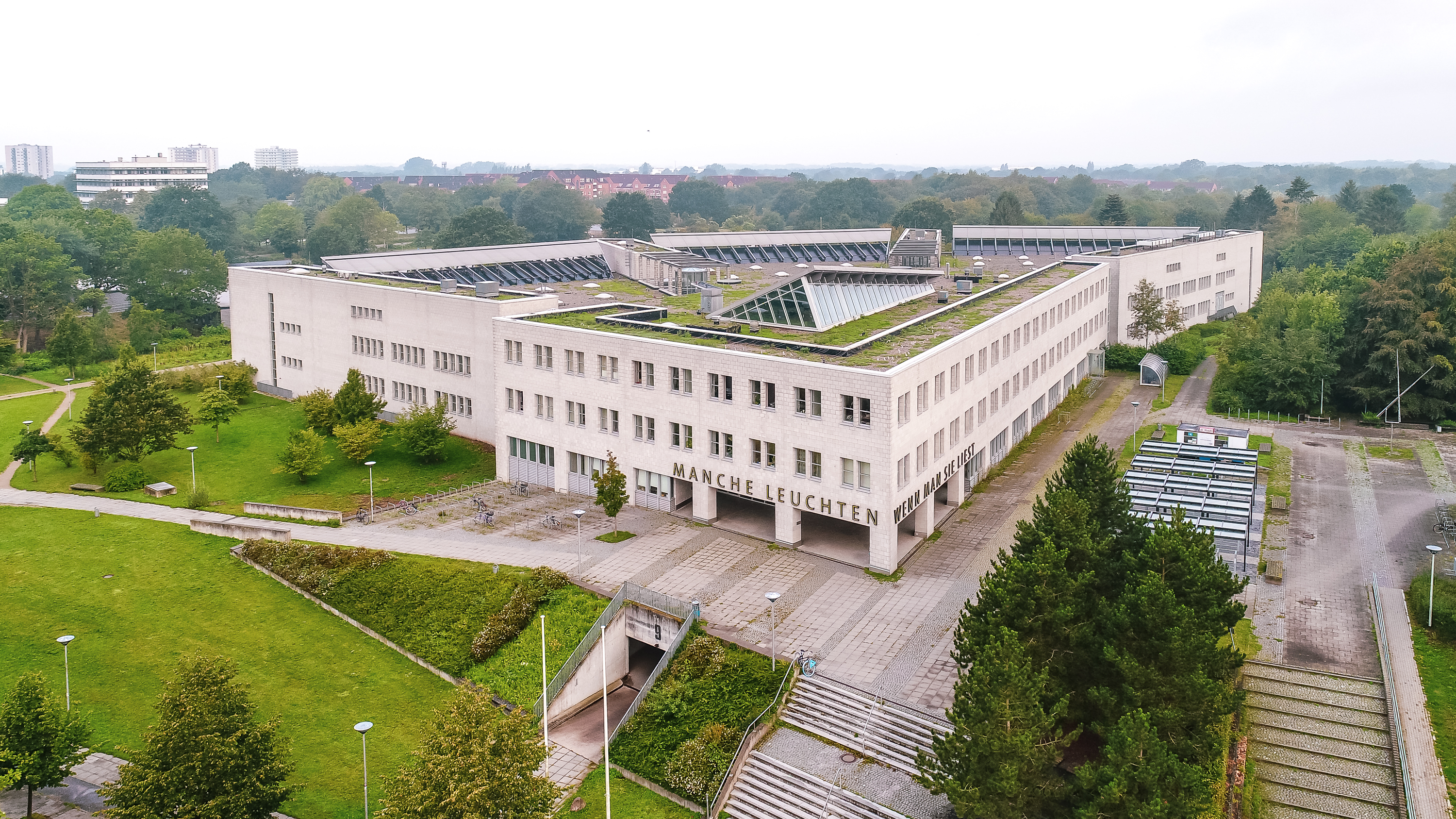
Légi felvétel a CAU Egyetemi Könyvtáráról a Leibniz utcában
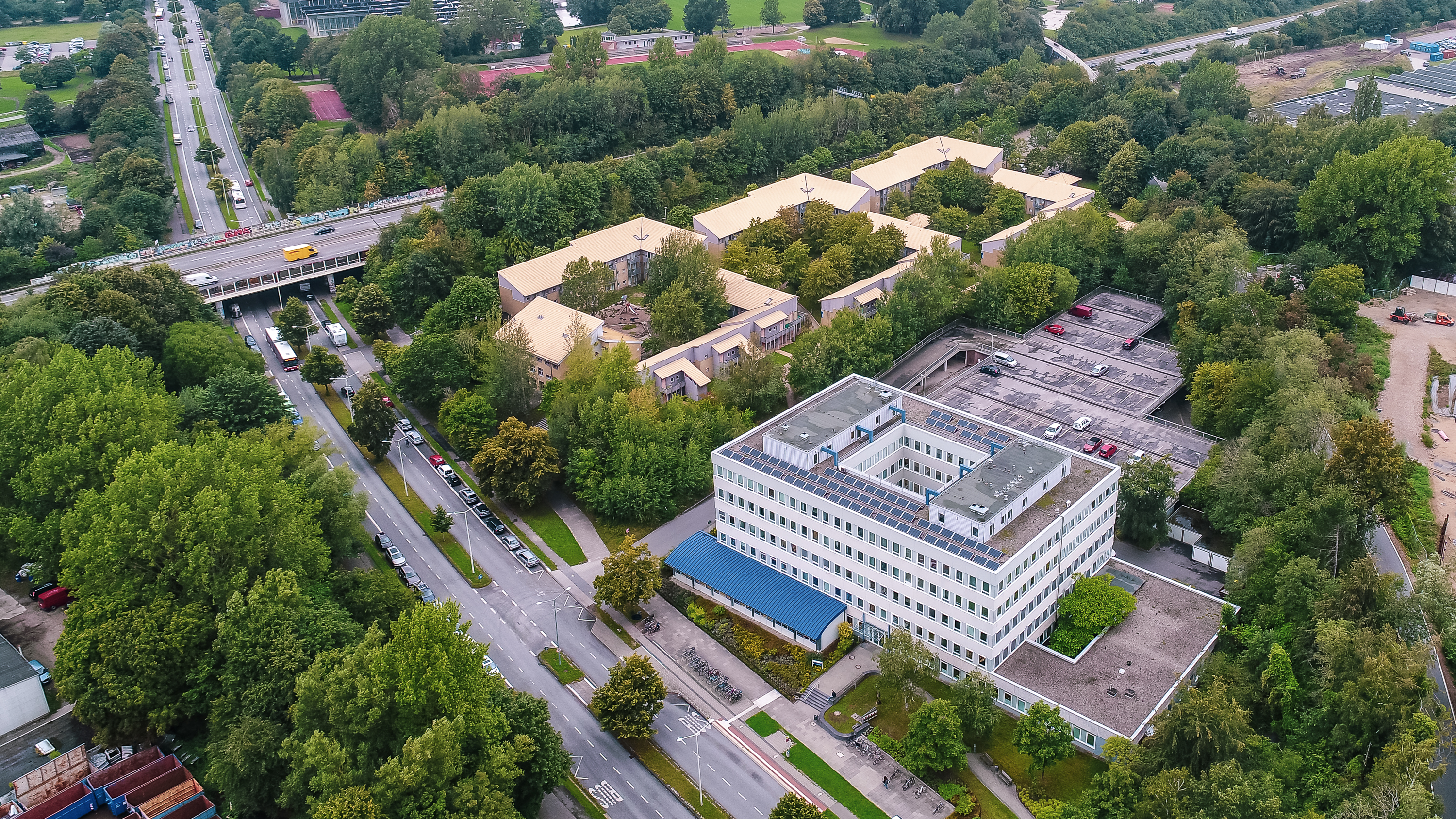
Az olshausenstraßei Leibniz Természettudományi és Matematikai Oktatási Intézet
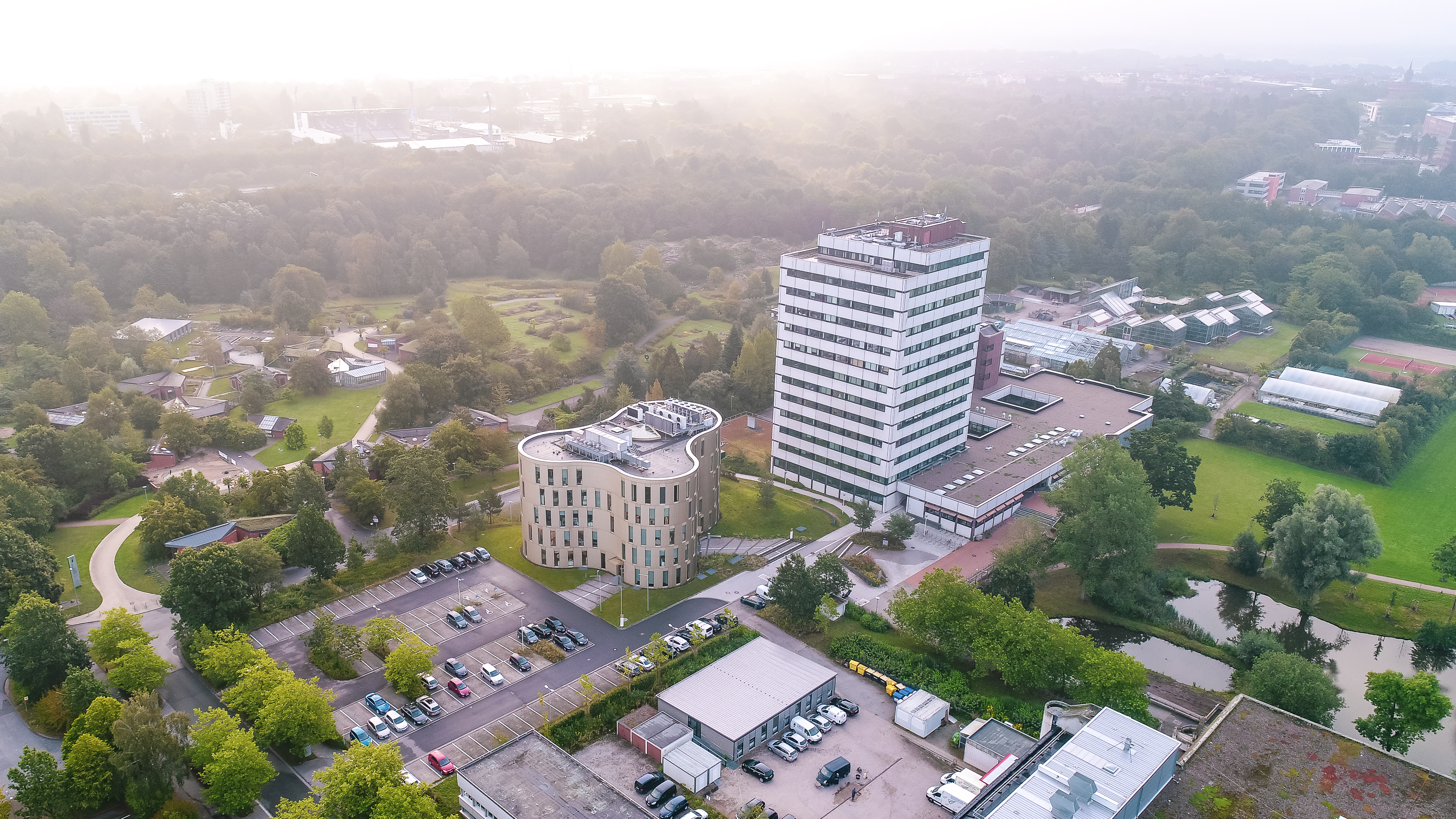
A CAU Biokémiai és Molekuláris Biológiai Központja (ZMB) a Botanikus kertben
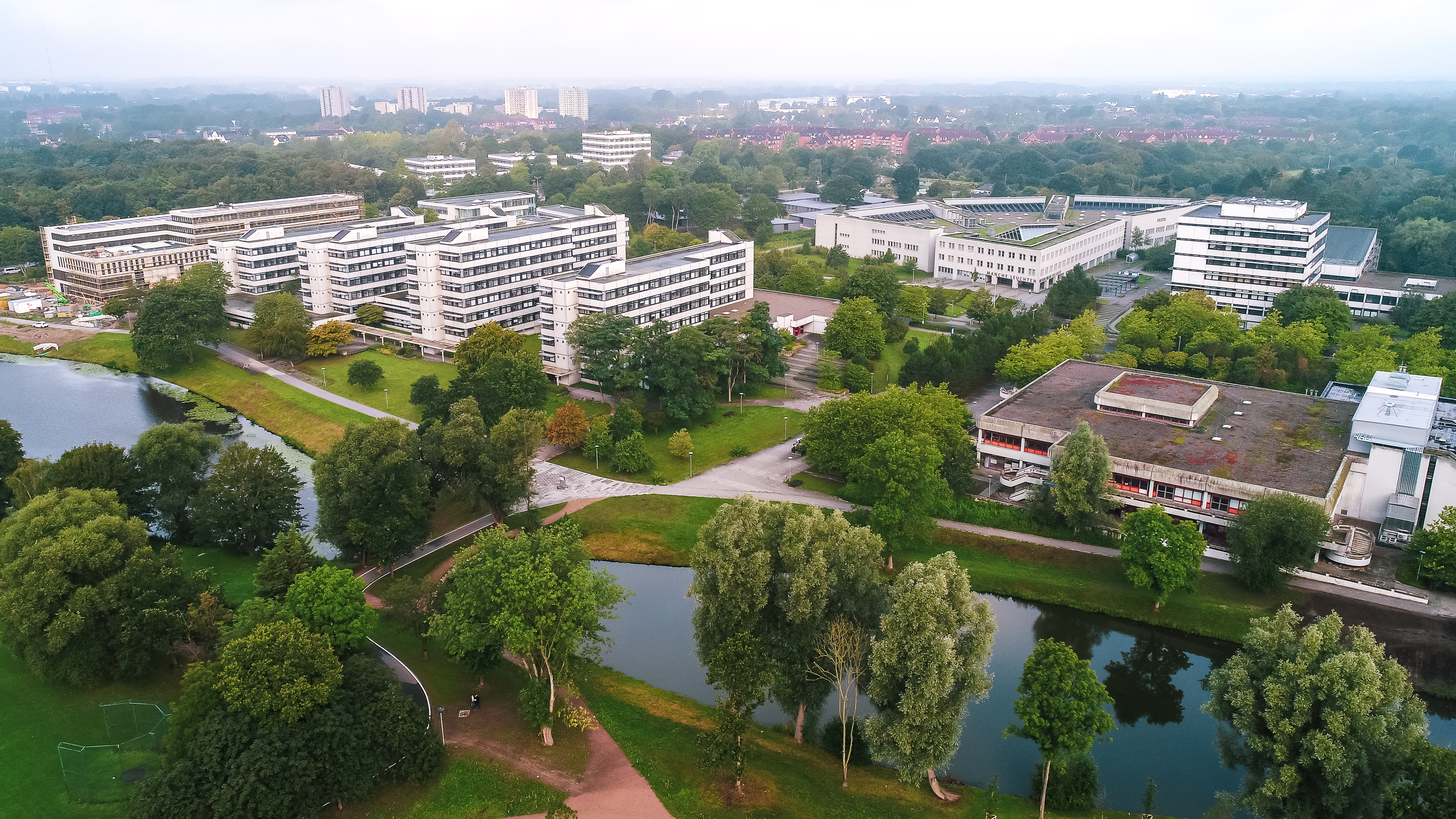
A Leibniz-Straßén székelő intézetek, a kávézó és az egyetemi könyvtár
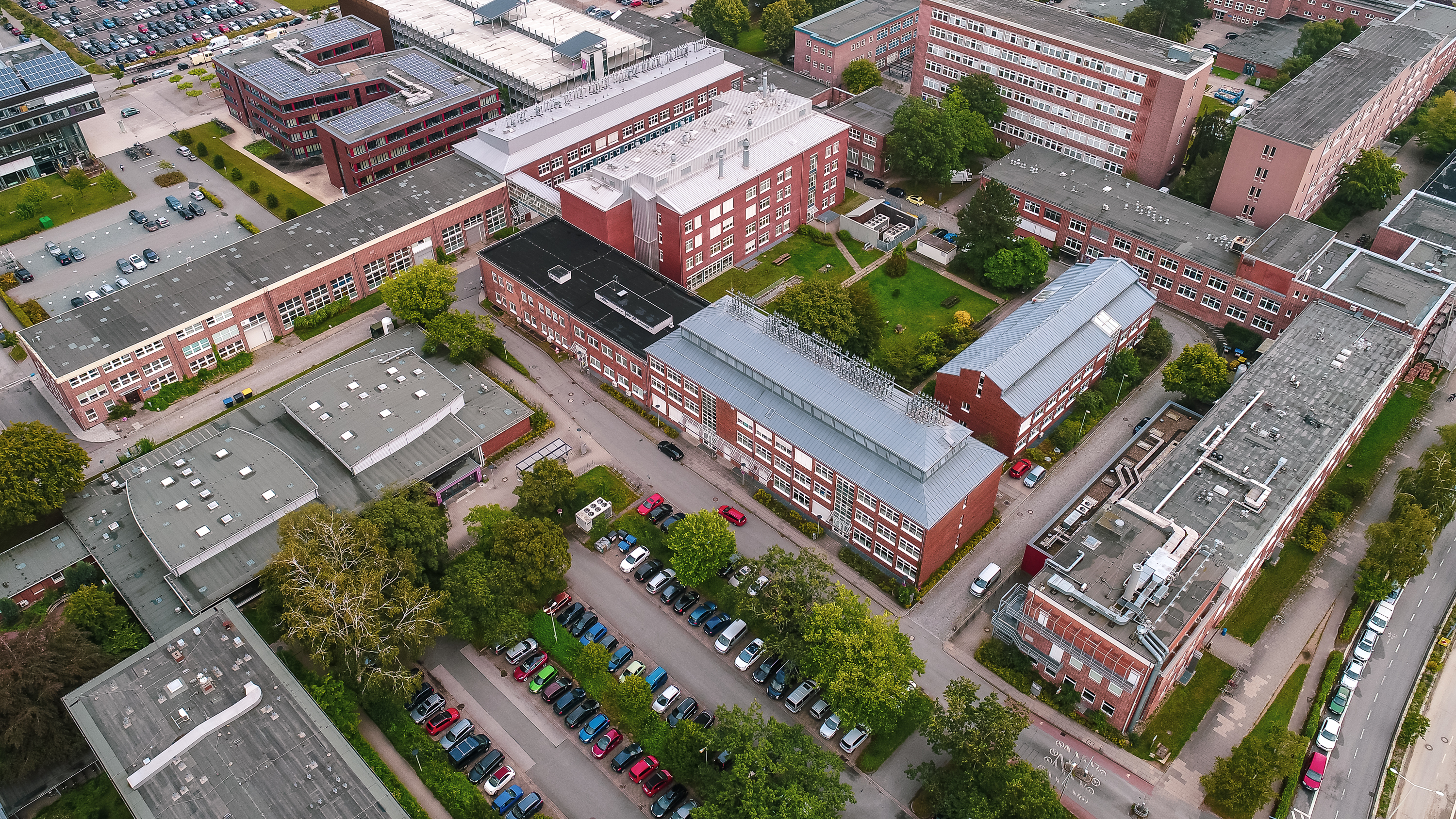
Az Otto-Hahn-Platz és a Max-Eyth-Straße a különböző kémiai intézetekkel és az Anatómiai Intézettel
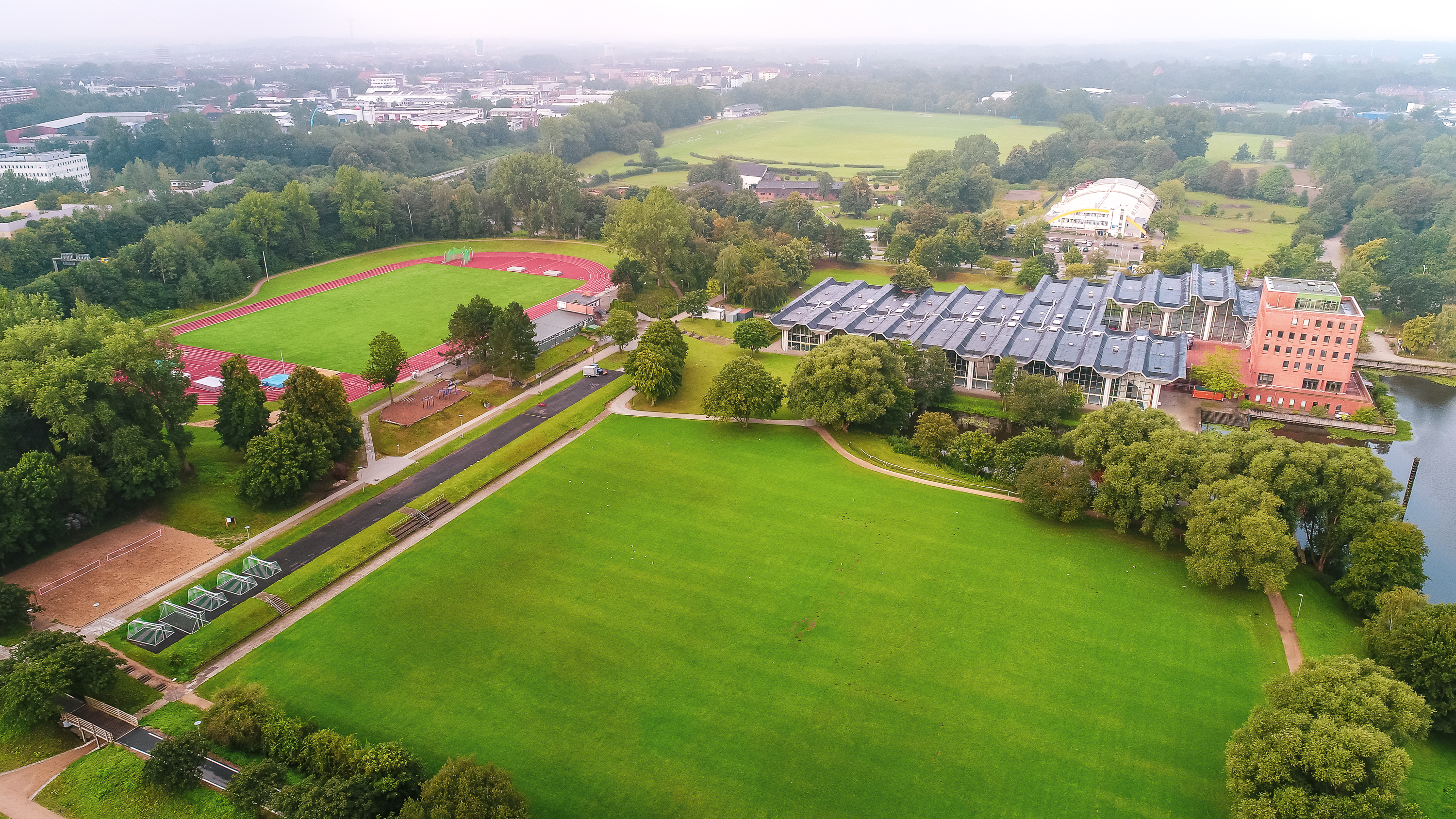
Sportlétesítmények és a CAU Sporttudományi Intézete
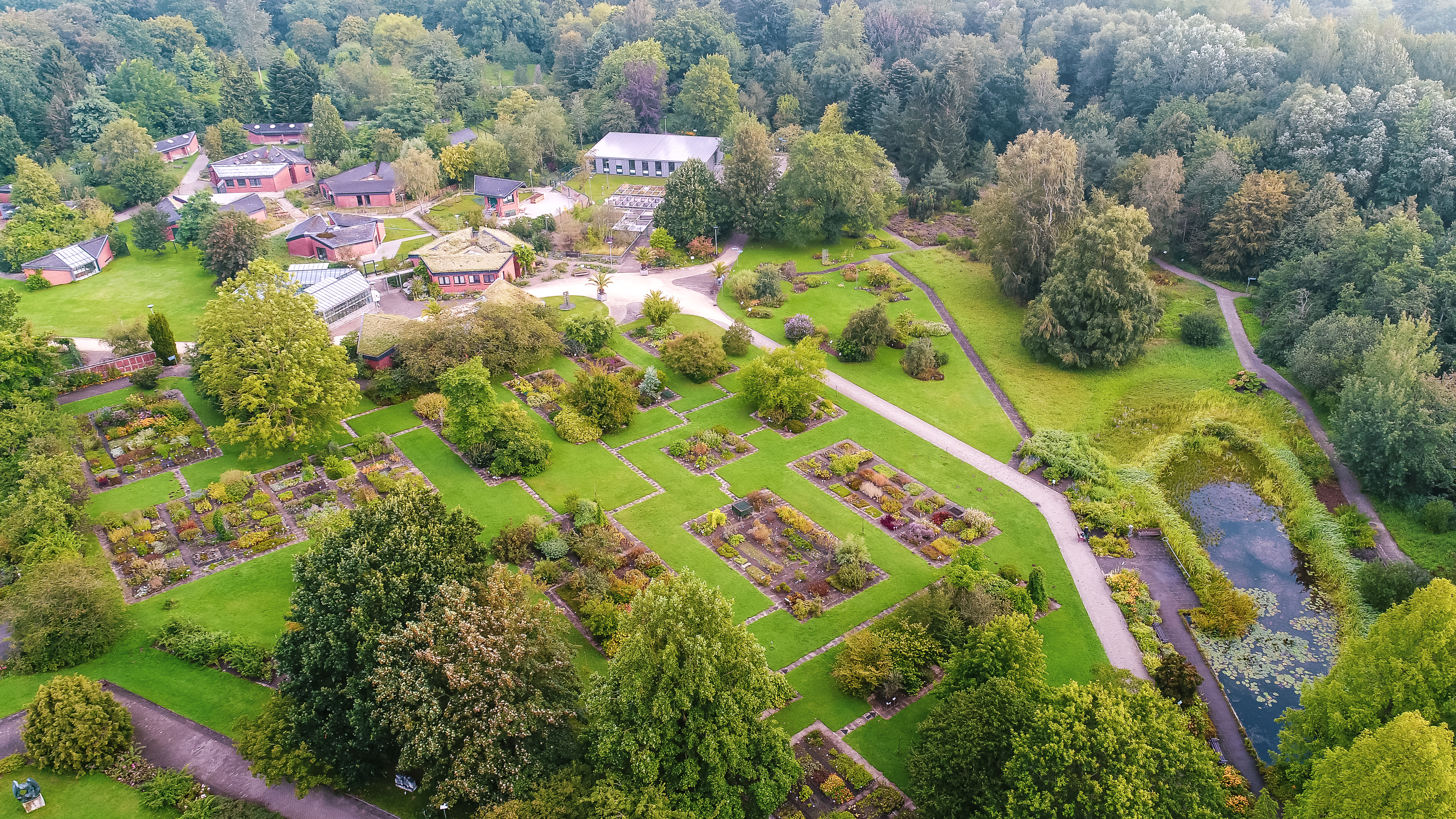
A CAU Kiel botanikus kertje madártávlatból

## Holstein-tanulmányi díj
A CAU leghíresebb kitüntetése a Holstein Study Award (Holsteiner Studienpreis), amelyet 2001 óta minden évben az egyetem három legjobb hallgatója kap. A díj kritériumai közé tartozik a rendkívüli tudományos teljesítmény, a széles szellemi látókör és a politikai vagy társadalmi szerepvállalás.  A 2. és 3. díjért 500 euró, az 1. díjért pedig 1000 eurós pénzjutalom áll rendelkezésre.  A Holstein Tanulmányi Díjat az „Iuventus Academiae Holsatorum” egyesület finanszírozza. A díj szakértői zsűrijében különböző karok professzorai vesznek részt, a díjakat pedig az egyetem elnöke vagy alelnöke ítéli oda hivatalos ceremónia keretében az egyetem felhőkarcolójának legfelső emeletén. 

## Fordítás
- Ez a szócikk részben vagy egészben  a   Kiel University című angol Wikipédia-szócikk ezen változatának fordításán alapul.  Az eredeti cikk szerkesztőit annak laptörténete sorolja fel. Ez a jelzés csupán a megfogalmazás eredetét és a szerzői jogokat jelzi, nem szolgál a cikkben szereplő információk forrásmegjelöléseként.